# Andrés de Cabrera-Bobadilla y de la Cueva
Andrés de Cabrera-Bobadilla y de la Cueva (1544-25 de agosto de 1592), fue abad de la abadía de Alcalá la Real (Jaén), obispo de Segovia (1582-1586) y arzobispo de Zaragoza (1586-25 de agosto de 1592).
Era nieto de Andrés de Cabrera y Beatriz de Bobadilla, miembros de una poderosa familia segoviana de judíos conversos, nombrados I marqueses de Moya por los Reyes Católicos. Su tío Juan de Cabrera-Bobadilla sucedió en el marquesado de Moya, provincia de Cuenca, en 1511.
Su padre Pedro Fernández de Cabrera y Bobadilla era desde 1521 II conde de Chinchón (provincia de Madrid), título concedido en 1520 por el rey Carlos I de España. Cuando Andrés fue nombrado arzobispo de Zaragoza, su hermano, Diego Fernández de Cabrera y Mendoza, tercer conde de Chinchón, era el ministro principal de Felipe II para los asuntos relativos a la Corona de Aragón, Italia y parte de Castilla y Tesorero General del Consejo Supremo de Aragón.
Era arzobispo de Zaragoza durante las Alteraciones de Aragón y abandonó la ciudad el 28 de junio de 1591 con el pretexto de visitar su diócesis. Inauguró y presidió las posteriores Cortes de Tarazona de 1592 en representación del rey, durante las cuales falleció.
| Predecesor: Luis Tello Maldonado | Obispo de Segovia 1582–1586     | Sucesor: Francisco Ribera Obando |
| Predecesor: Andrés Santos        | Arzobispo de Zaragoza 1586-1592 | Sucesor: Alonso de Gregorio      |